# Oude Pekela
Oude Pekela (Gronings: Olle Pekel of Ol Pekel) is een dorp in de gemeente Pekela in de Nederlandse provincie Groningen. Het is door historie nauw verbonden met het zuidelijker gelegen Nieuwe Pekela. Ten tijde van de eerste volkstelling in 1795 had het dorp 2.972 inwoners, in 2023 waren het er 7.840. Het veenkoloniale dorp ligt aan het Pekelderdiep, voor de lokale bevolking het "diep in t piep".

## Geschiedenis

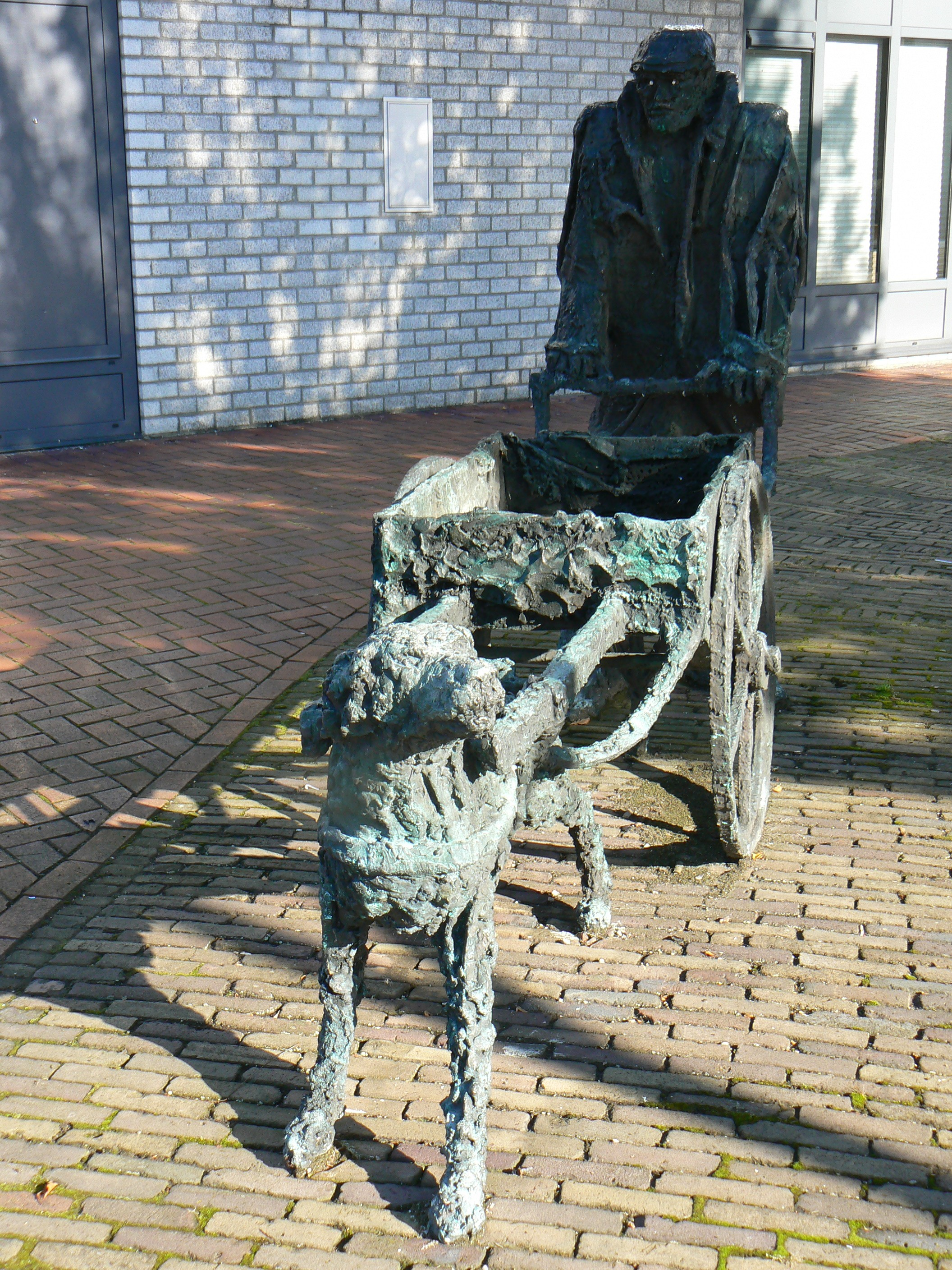
Het beeld van Hans Mes "Man met hondenkar" herinnert aan de historie van Oude Pekela

Het dorp Pekela werd rond 1600 als veenkolonie aangelegd in een verveningsgebied, op initiatief van de Pekelder Compagnie. De stad Groningen raakte betrokken en kocht het gebied in 1635. De stad koos voor een planmatige aanpak, met instructies die de wijken  (zijkanalen) en zwetsloten (wateren tussen de percelen van verschillende eigenaren) tot op de meter nauwkeurig aangaven.
De kolonie, aangeduid als De Pekela, werd opgezet vanuit een enkelvoudig kanalenstelsel langs de Pekel A. Deze werd deels gekanaliseerd tot het Pekelderdiep en loodrecht daarop werden de wijken en zwetsloten gegraven. Het drukke dorpsleven vond plaats langs het kanaal, waar de rijkeren woonden. Hier werden schuiten met stadsdrek aangevoerd en overgeladen om te worden vermengd met de bonkaarde (toplaag) van het veen om die vruchtbaarder te maken. Reeds gestoken turf werd er overgeladen op schuiten naar de stad. Achter het 'drukke deel' lagen met name boerderijen.
Pekela behoorde aanvankelijk tot het kerspel Winschoten, maar werd in 1640 zelfstandig en kreeg toen een eigen hervormde kerk. Door het dorp liep de kronkelende grens tussen het Oldambt en Westerwolde, die de oorspronkelijke loop van de Pekel A van voor de kanalisatie volgde. Daaruit ontstond veel verwarring, met name rond de belastingheffing. De kerk stond op het grondgebied van Westerwolde.
Tussen 1664 en 1881 werd naar schatting 5000 hectare veen omgevormd tot landbouwgrond. In de loop van de tijd ontstond daardoor landbouwnijverheid en scheepsbouw.
In 1810, toen Nederland werd ingelijfd bij Frankrijk, werd het dorp Pekela gesplitst in twee zelfstandige gemeenten: Oude en Nieuwe Pekela. In 1990 werden ze weer samengevoegd.
Van 1683-1685 werd de hervormde kerk van Oude Pekela gebouwd. Sindsdien zijn er nog acht andere kerken verrezen.

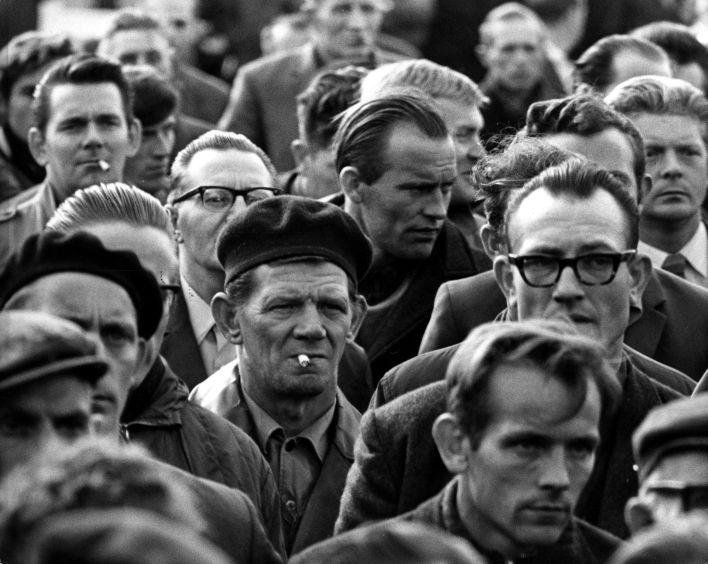
Staking in 1969

In de 19e en 20e eeuw was Oude Pekela het centrum van de strokartonindustrie. In het dorp stonden negen fabrieken: Aastroom, Albion, Britannia, Ceres, De Kroon, Erica, Free & Co., Union en Wilhelmina, waarvan anno 2021 alleen nog Ceres en De Kroon resteerden, beide als onderdeel van een ander bedrijf. In Oude Pekela was ook kartonverwerker Gebr. Sparreboom actief, eerst zelfstandig, later in combi met Ceres, als Ceres-Sparreboom. 
De arbeidsomstandigheden in deze industrie lieten nogal eens te wensen over wat regelmatig leidde tot grimmige arbeidsconflicten. Een belangrijke rol aan de zijde van de arbeider werd hierbij gespeeld door Fré Meis, geboren in Oude Pekela en landelijk bekend geworden als voorman van de CPN.
De grootscheepse moderniseringen van onder andere Britannia, Free & co en Ceres eind jaren tachtig en begin jaren negentig gingen ten koste ging van vele arbeidsplaatsen en kwamen te laat. Oude Pekela verloor zijn wereldwijd leidinggevende positie als producent van karton en een groot deel van de werkgelegenheid. In 2024 is begonnen met de sloop van de reeds gesloten Ceres, waarna slechts De Kroon nog actief is als kartonnage fabriek.
Eind 19e eeuw werden ook de aardappelmeelfabrieken Orania, H.C. ten Horn & Co., Noordstar en De Eersteling, Gebr. Drenth & Co in het dorp gevestigd, die echter al vrij snel hun deuren weer sloten. 

### Joodse gemeenschap
Oude Pekela had een levendige Joodse gemeenschap. Tot aan de jaren tachtig van de negentiende eeuw bleef de Joodse gemeente van Oude en Nieuwe Pekela groeien. Op het hoogtepunt in 1870 telden beide Pekela's 401 Joden. Er was toen sprake van een uitgebreid verenigingsleven. Daarna daalde het aantal Pekelder Joden als gevolg van de veranderende sociale en economische omstandigheden snel.

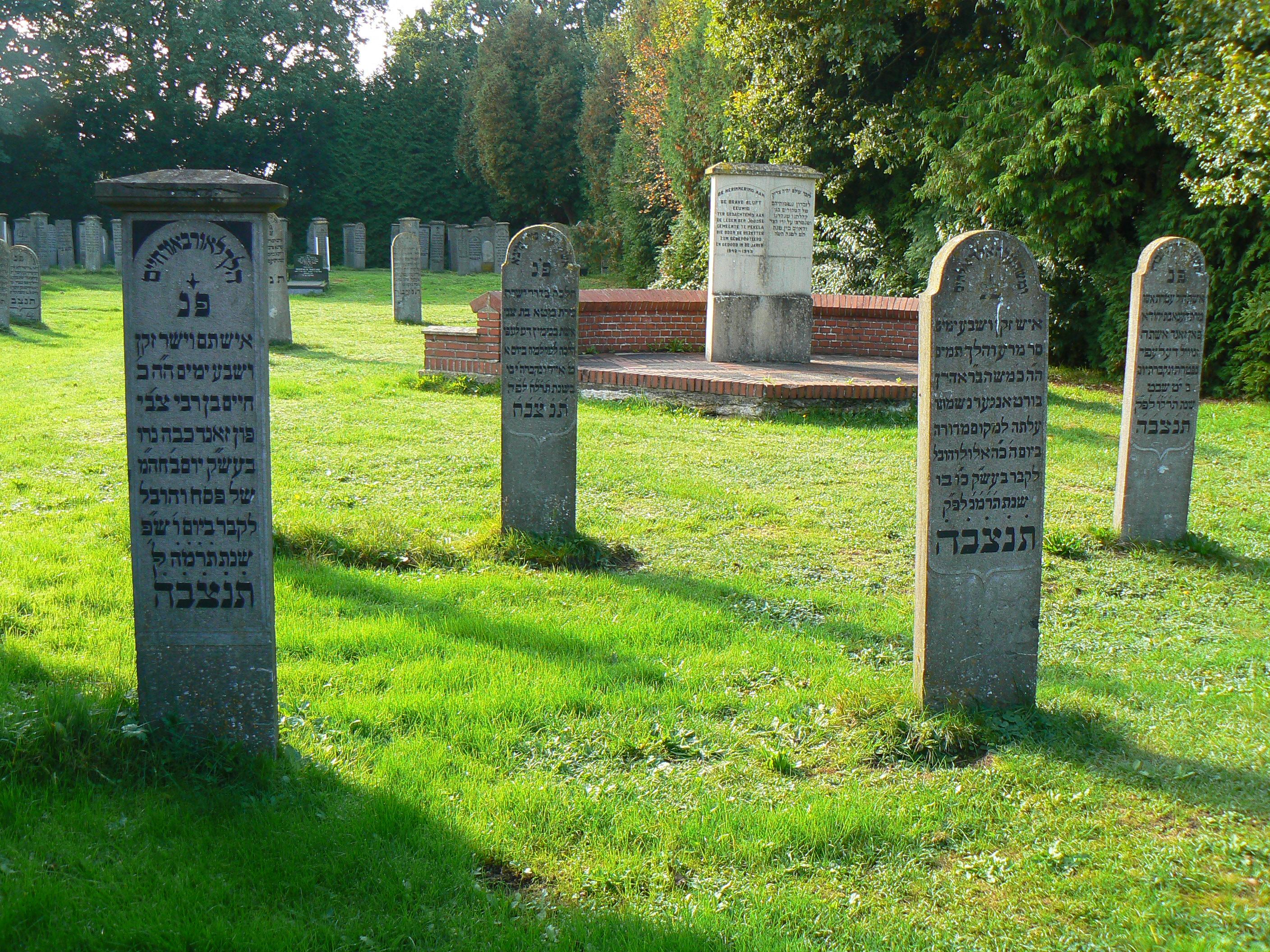
Joodse begraafplaats met het Joods monument (1950)

In 1942 telden beide dorpen 150 joden. Deze werden tussen augustus en december 1942 gedeporteerd naar Kamp Westerbork. Van daaruit zijn zij gedeporteerd naar de kampen in Polen, waar ze zijn omgekomen. Van de Pekelder Joden overleefden er slechts twaalf de oorlog en daarna werd het Joodse leven in Pekela niet hervat.

#### Synagoge en begraafplaats
In 1884 werd een nieuwe synagoge ingewijd met een ritueel bad. De synagoge werd in de Tweede Wereldoorlog beschadigd en verviel, waarna hij in 1979 gesloopt werd. De onderwijzerswoning, die tegelijk met de synagoge gebouwd was, bleef staan. De Joodse begraafplaats aan de Draijerswijk dateert van 1693 en is een der oudste in de provincie Groningen.

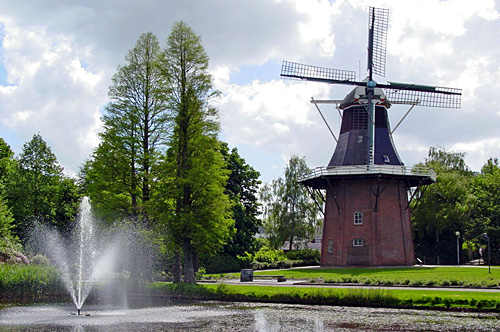
De Onrust

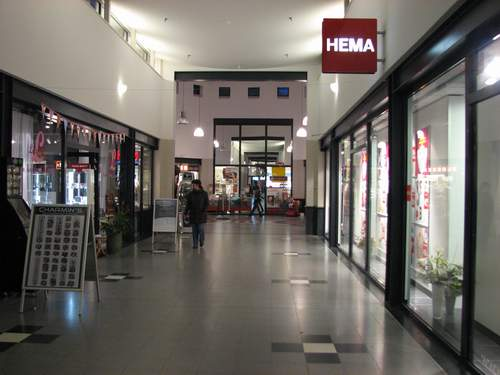
De Helling

## Economie
In de oude kartonnagefabriek Free en Co is de hennepverwerkende fabriek Hempflax gevestigd. Op de velden rond het dorp wordt daarom veel hennep geteeld. Ook staat in Oude Pekela de laatste nog werkende steenfabriek van Nederland ten noorden van Arnhem; Steenindustrie Strating. Dit bedrijf werd in 1856 opgezet, is sinds 1883 in handen van de familie Strating en heeft haar huidige naam sinds 1970.
Siep&co (Stichting Industrieel Erfgoed Pekela & Culturele Ontwikkeling) streeft naar herbestemming van het industrieel erfgoed en integratie in de tegenwoordige samenleving, met educatie over de vroeger wereldwijde betekenis van de strokartonindustrie in Oude Pekela. 
Pekela heeft als koopcentrum een belangrijke regionale functie. Hierin wordt voorzien door Winkelcentrum De Helling.

## Cultuur

### Bezienswaardigheden
De watertoren van Oude Pekela is aangewezen als rijksmonument. Deze is sinds 2016 in particulier bezit en wordt gebruikt als woning. Een industrieel monument in het dorp is de korenmolen De Onrust.
Zie ook
- Lijst van rijksmonumenten in Oude Pekela
- Lijst van gemeentelijke monumenten in Oude Pekela

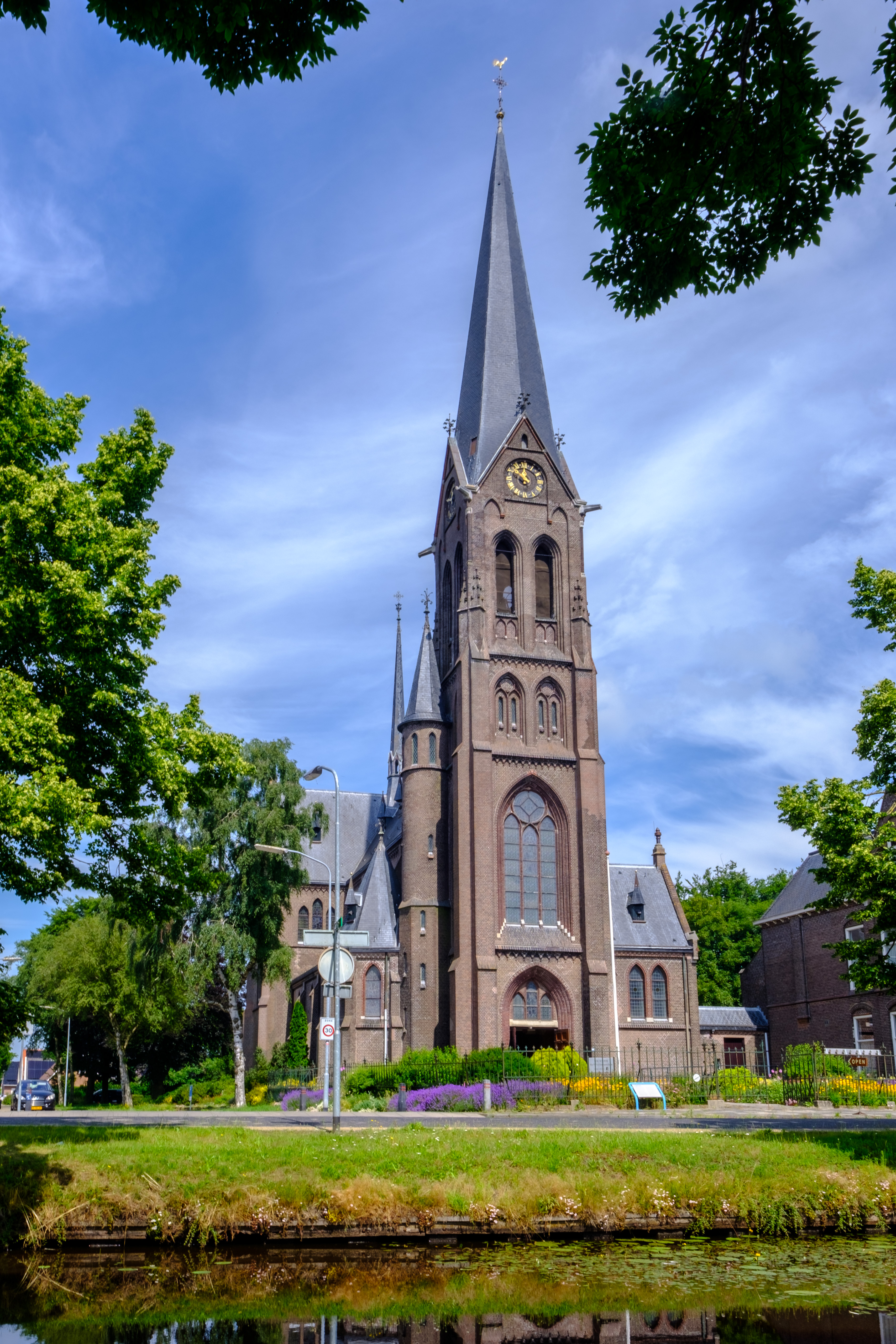
Sint-Willibrorduskerk

### Evenementen en recreatie
Op de tweede zaterdag van september is er een grote jaarmarkt langs weerszijden van het kanaal. Op de vrijdagavond ervoor is er een watercorso in het kanaal. In 1982 werd Futurama aangekondigd, een wetenschappelijk pretpark van 50 hectare dat ten noorden van Oude Pekela zou verrijzen. Door een combinatie van factoren zijn de plannen nooit van de grond gekomen. 

## Bevolkingsontwikkeling
- 2005 - 8.615 inwoners
- 2010 - 8.375 inwoners
- 2015 - 8.080 inwoners
- 2020 - 7.635 inwoners
- 2021 - 7.585 inwoners

Bron: Allecijfers 

## Geboren
- Petrus Johannes Huisinga (1770-1857), burgemeester
- Hermanus Oortwijn (1782-1862), officier der Genie
- Albert Hendrik Burghgraef (1792-1855), burgemeester
- Tjakko Borgesius (1816-1888), burgemeester
- Eillert Meeter (1818-1862), revolutionair, republikeins journalist en publicist
- Klaas de Vrieze (1836-1915), onderwijzer
- Jan Gerrit Heeres (1845-1922), burgemeester
- Harm van der Laan (1880-1944), verzetsstrijder
- Bertus Klasen (1889-1965), radiofabrikant, uitvinder
- Jan Hendrik Engelhardt (1892-1969), hoogleraar, directeur Rijks Middelbare Landbouwschool
- Kornelus Baas (1893-1943), verzetsstrijder
- Henk Oosterhuis (1893-1962), vakbondsbestuurder
- Harmannus Scholtens (1895-1960), burgemeester
- Dirk Zweep[3] (1895-1981), verzetsstrijder
- Janny van Wering (1909-2005), klaveciniste
- Albert Bos (1912-1942), verzetsstrijder
- Gerrit van der Tuuk (1917-1945), verzetsstrijder
- Harm Heijes (1919-1944), verzetsstrijder
- Abel Sanders (1920-1945), tekenaar en verzetsstrijder
- Fré Meis (1921-1992), vakbondsbestuurder en politicus
- Freerk Walters (1925-1945), politieman en verzetsstrijder
- Bé Stam (1939-2012), PvdA-politicus
- Jan de Vries (1960-2001), dichter
- Gerard Wiekens (1973), voetballer van BV Veendam en Manchester City
- Frans-Aert Burghgraef (1983), dirigent
- Anton Griep (1986), radioman
- Marco Schuitmaker (1999), zanger

## Trivia

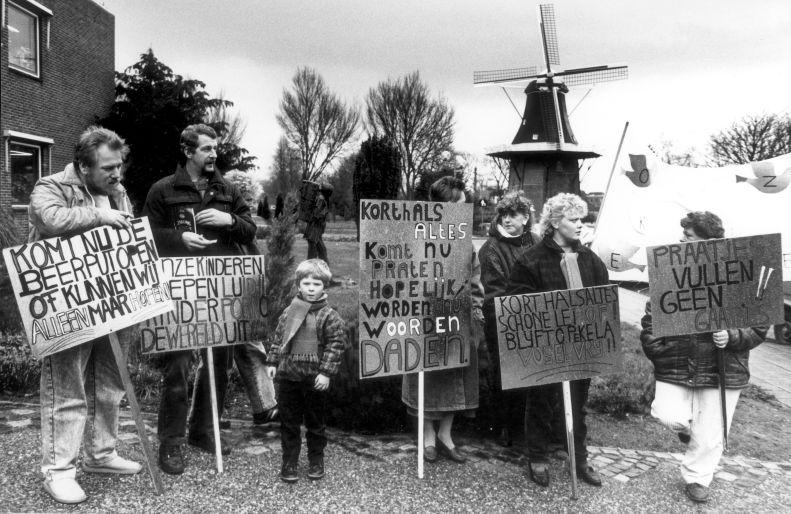
Ouders met spandoeken wachten minister Korthals Altes op die komt praten over de ontuchtzaak in Oude Pekela (februari 1988)

- In 1987 kwam het dorp in de landelijke pers omdat een of meer als clown verklede mannen op grote schaal kinderen seksueel misbruikt zouden hebben. Daders zijn nooit gevonden en het is evenmin duidelijk geworden of het ging om massahysterie of dat er werkelijk iets dergelijks is voorgevallen.[4]
- Uit Oude Pekela kwam de in de jaren zestig van de twintigste eeuw beroemde beatband Ro-d-Ys.